# محمود خمیسی
محمود خمیسی (زاده ۲۰ تیر ۱۳۶۳ - دورود) مدافع فوتبال اهل ایران است.
وی سابقه بازی در تیم‌های پدیده مشهد، پارس جنوبی جم، بادران تهران و نساجی مازندران را در کارنامه دارد.